# Route nationale 138ter
Die Route nationale 138TER, kurz N 138TER oder RN 138TER, war eine französische Nationalstraße.
Sie wurde 1862 zwischen Thouars und einer Straßenkreuzung mit der ehemaligen Nationalstraße 137 nördlich von Marans festgelegt und geht auf die 1833 festgelegte Route stratégique 2 zurück. Ihre Länge betrug 105 Kilometer. 1973 wurde sie komplett abgestuft.